# Vieux pané
Le Vieux Pané est une marque commerciale appartenant au groupe Savencia Fromage & Dairy pour un fromage industriel fabriqué dans la Mayenne angevine.
C'est un fromage à base de lait de vache pasteurisé, à pâte molle et à croûte lavée. Sa teneur en matière grasse est de 25 % du poids total. Son affinage dure deux semaines. Il a une forme carrée de 25 cm, 3,5 cm d'épaisseur et pèse 2,3 kg.
Il est fabriqué toute l'année depuis 1928 par les fromageries Perreault car il emploie le lait de troupeaux désaisonnés.
Fondées en 1906 par René Perreault, les fromageries intègrent le groupe Bongrain en 1977.